# Mohamed Fuad Hamumu
Mohamed Fuad Hamumu es un atleta paralímpico argelino con discapacidad visual que compite en pruebas depotivas de clasificación T13. Representó a Argelia en los Juegos Paralímpicos de Verano 2016 en Río de Janeiro, Brasil, y ganó la medalla de bronce en la prueba masculina de 400 metros, con una marca de 48.04 segundos, rompiendo también una marca personal.
En el Campeonato del Mundo de Atletismo Paralímpico de 2017 celebrado en Londres, Reino Unido, ganó la medalla de bronce en la prueba masculina de 400 metros.
En el Gran Premio Mundial de Atletismo de 2018 celebrado en Túnez ganó la medalla de oro en la prueba masculina de 400 metros.